# ديفيد بي. ريتشاردسون (سياسي)
ديفيد بي. ريتشاردسون هو سياسي أمريكي، ولد في 23 أبريل 1948 في فيلادلفيا في الولايات المتحدة، وتوفي بنفس المكان في 18 أغسطس 1995. نشط حزبياً في الحزب الديمقراطي. وقد انتخب عضو مجلس نواب بنسيلفانيا ‏.